# Colegio del Arte Mayor de la Seda
El Colegio del Arte Mayor de la Seda (en valenciano Col·legi de l'Art Major de la Seda) es una institución que fue constituida como Gremio de Velluters, cuyas primeras ordenanzas fueron aprobadas por el rey Fernando El Católico en 1479. Su función principal era la de regular el oficio y la producción de tejidos de seda en la ciudad de Valencia.
Su sede se encuentra desde 1494 en la calle del Hospital número 7 del barrio de Velluters. El edificio original data del siglo XV pero fue reformado y ampliado en el siglo XVIII, por ello muestra en la actualidad un aspecto barroco. En el año 1686 el rey Carlos II le concedió el título de Colegio y elevó el oficio de los sederos a Arte mayor. 
En 1981 fue declarado monumento histórico-artístico nacional, y el 17 de junio de 2016 fue inaugurado como Museo de la Seda de Valencia tras una profunda y necesaria restauración gracias al mecenazgo de la Fundación Hortensia Herrero. 

## Historia

### Gremio de Velluters

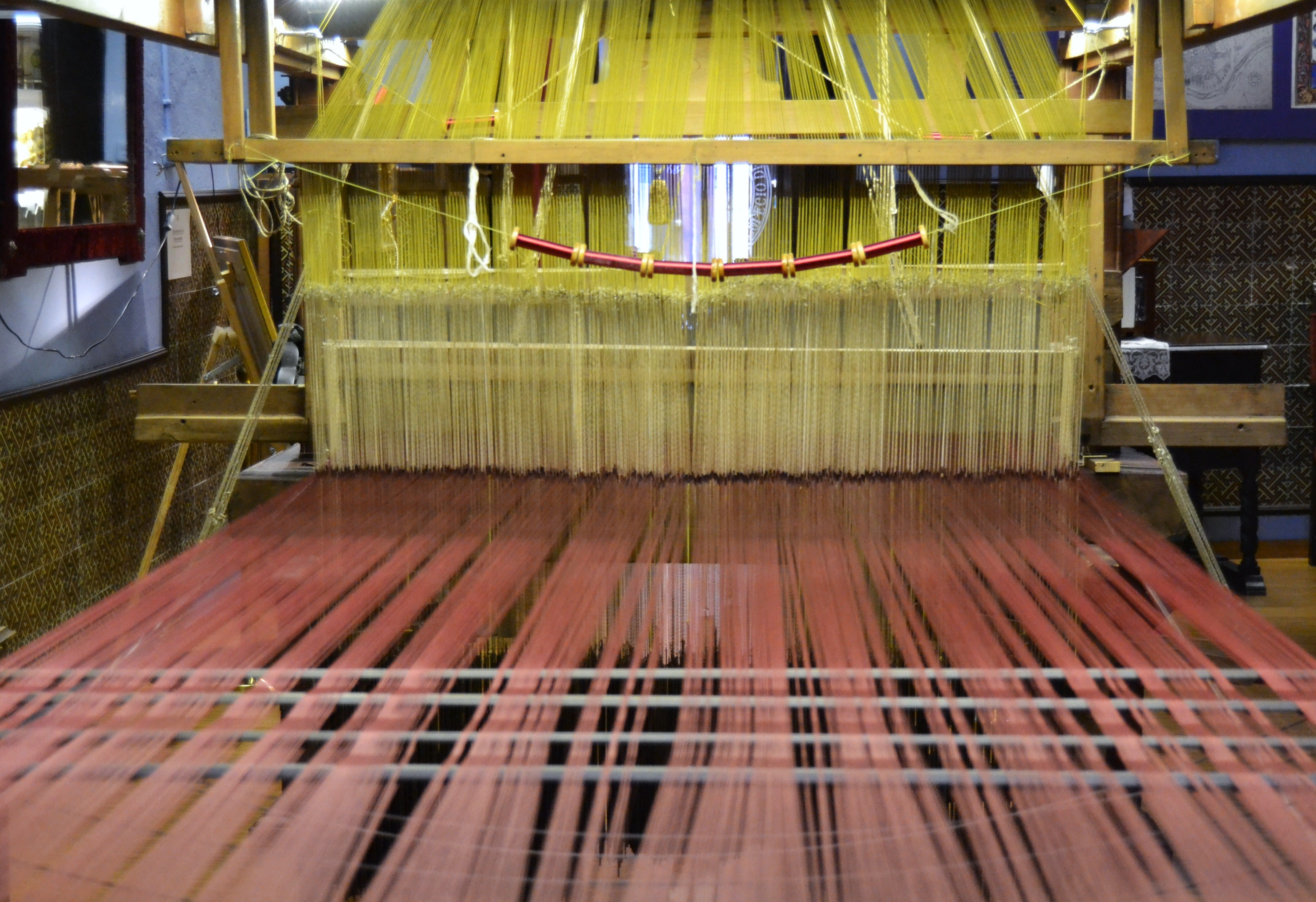
Telar manual de doble anchura con máquina de Jacquard.

Ya en la Taifa de Balansiya se tejía con hilo de seda, y fueron precisamente los árabes quienes introdujeron el cultivo de moreras en Valencia. Pero no fue hasta el último tercio del siglo XV cuando la llegada de maestros genoveses especializados en la producción de terciopelo ("vellut" en valenciano y "velluto" en italiano) propició la regulación del oficio redactando el 18 de octubre de 1477 las ordenanzas del Gremio de Velluters, que fueron aprobadas en 1479 tanto por las autoridades municipales como por el recién nombrado rey Fernando El Católico.
También en 1477 se constituyó la Cofradía de San Jerónimo, doctor de la Iglesia elegido patrón de los trabajadores de la seda al ser considerado primer cardenal de la historia, y los cardenales vestían hábitos tejidos de seda,. Fue en 1494 cuando el gremio adquirió esta casa y su huerto, que los adaptó a las necesidades gremiales
La producción de seda fue muy significativa para la economía del Reino de Valencia entre los siglos XV y XVIII, y por ello esta corporación realizó acciones progresivas para conseguir la transición de oficio a Colegio. En general las asociaciones de artes y oficios de la ciudad de Valencia han evolucionado casi de manera conjunta, partieron del modelo de Cofradía y luego evolucionaron hacia el modelo de Colegio.

### Colegio del Arte Mayor de la Seda

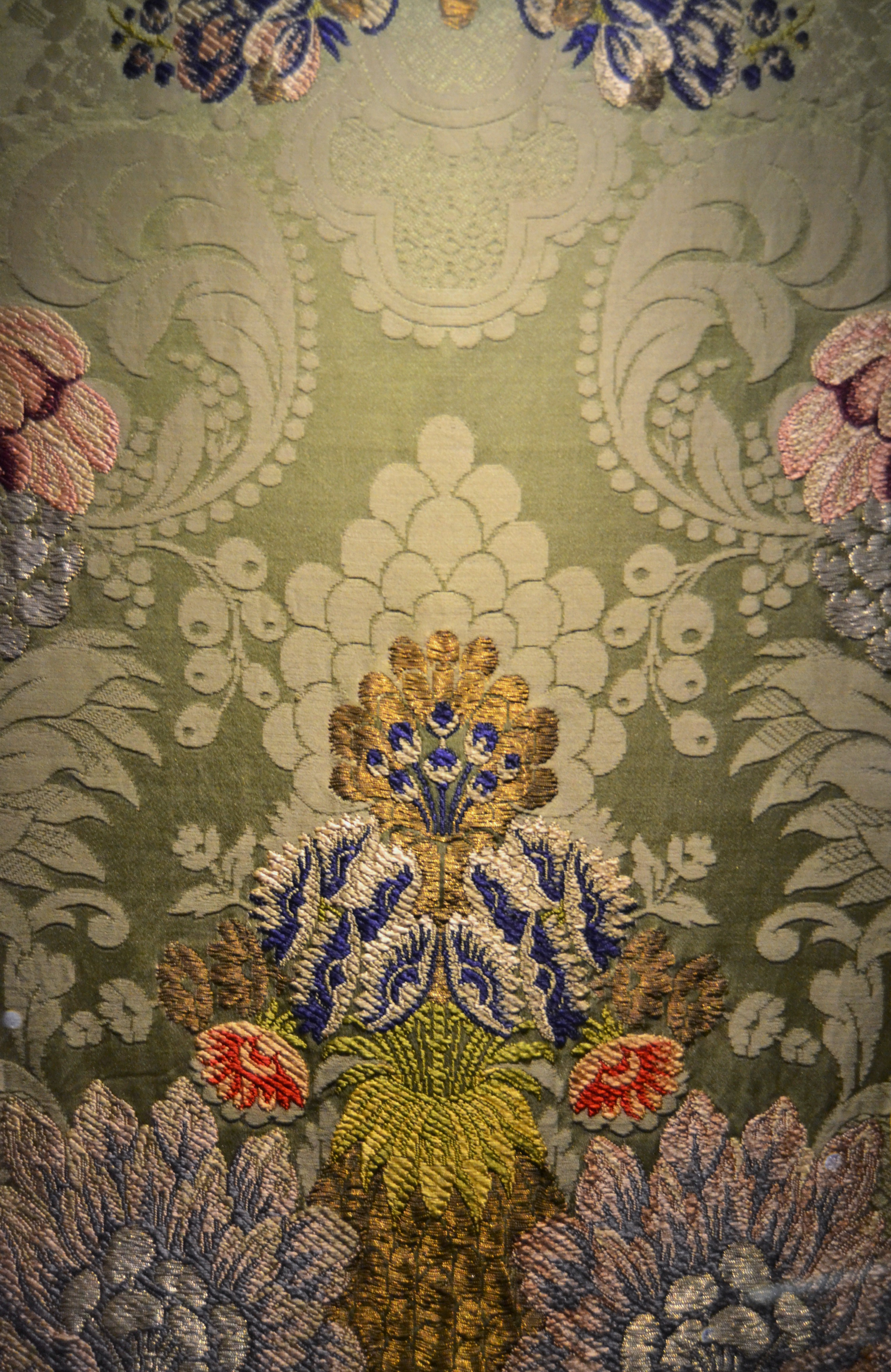
Espolín de seda con fondo en damasco tejido artesanalmente. Diseño conocido como Valencia, influencia del.

Los sederos enviaron una primera solicitud al rey Carlos II en el año 1677 para que el oficio de velluter (terciopelero) se considerara un arte. Finalmente el 31 de octubre de 1686 les concedieron el título de "Colegio de artistas", así pasaron a denominarse Colegio del Arte de la Seda. Una de las razones fue que la ciudad de Valencia a principios del siglo XVI ya era un centro manufacturero importante en la península y en el siglo XVII el colegio se impuso por la creciente expansión de la sedería valenciana. Además habían realizado servicios para el rey. Este momento marcó el inicio del auge de la sedería en el siglo XVIII. 
Según dijo Carlos II: “Como parte de los clavarios y de los restantes oficiales del Gremio de Tejedores de Felpa […] de nuestra ciudad de Valencia, fuese a nuestra Majestad humildemente expuesto y presentado que su oficio tenía gran conexión con la pintura y la aritmética, y que la materia de su obra era estimable […], y por ello suplicaban la gracia del título de artistas, con erección de colegio y gozar de todas las singulares preeminencias […], concedemos al Gremio de Terciopeleros de nuestra ciudad de Valencia el título de artistas perpetuamente y que pueda llamarse arte de la seda”.
Significaba que los sederos dejaban de ser un simple gremio y consiguieron más privilegios, inmunidades y prerrogativas. A partir de este nombramiento el Colegio del Arte de la Seda se convirtió en la cabeza de la industria urbana y se encontraba dirigiendo el gremio, ya que dictó a su favor que los únicos maestros válidos serían aquellos que estuvieran aprobados por la Junta General de Comercio. Sin embargo, el control realizado por el Colegio en ocasiones fue menor, si bien mediante ordenanzas persiguió el intrusismo profesional y controló la calidad del producto.  Dentro de las funciones que llevaban a cabo se incluían, además de la especialización técnica, la administración y la responsabilidad jurídica, la tarea de determinar el ancho, la cuenta y el peso de los tejidos.  
Fue el principio de un proceso de consolidación institucional. Otro paso fue la introducción del adjetivo "Mayor" en 1727. Los galoneros, cordoneros y cinteros fueron nombrados como arte "Menor". El siguiente paso fue abrir la extensión jurídica a todo el Reino de Valencia. A partir de este momento los sederos formarán parte de la nueva aristocracia industrial y serán considerados hombres cultos por encima de su profesión, al mismo nivel que los notarios y mercaderes.

### Crisis
Desde principios del siglo XIX la industria sedera entró en crisis. Las máquinas terminaban con la actividad artesanal, y la sedería valenciana perdía competitividad a pasos agigantados. La estocada final llegó con la epidemia de la pebrina en 1854 que afectó de lleno a la crianza del gusano de seda. La producción cayó en picado y la seda que llegaba a los telares era de calidad ínfima. La crisis provocó malas condiciones laborales, paro, pérdidas económicas, una ruina para el sector.
Ante tal desespero los velluters dijeron basta el 21 de enero de 1856. Los trabajadores de la seda salieron a la calle, se amotinaron enfrente del Colegio en el conocido como Motín dels Velluters, la primera gran manifestación de lucha de clases en Valencia, reivindicando una solución laboral y sueldos dignos. La protesta acabó tomando un cáliz político y solo se pudieron contener los disturbios ante la amenaza de una intervención militar.
La sericicultura valenciana disminuyó notablemente, hasta desaparecer por completo, y con ella los ingresos del Colegio. El barrio de Velluters se quedó sin la producción que le dio origen y se fue degradando con el paso de las décadas del siglo XX. El edificio, con toda su decoración barroca, fue empeorando su estado, incluso sufrió peligrosas sustracciones, y la construcción de un aparcamiento subterráneo cercano hizo peligrar su estructura.

### Museo de la Seda
En 2014 la Fundación Hortensia Herrero se hizo cargo de la financiación del proyecto para recuperar el edificio del Colegio y convertirlo así en museo.
El 17 de junio de 2016 abrió sus puertas el Museo de la Seda de Valencia que descubre a sus visitantes la historia y la importancia de la seda en la ciudad, con el Colegio, sede del antiguo gremio, y con el barrio de Velluters como protagonistas.
Además de la estructura se recuperó todo el patrimonio artístico en forma de estucos, pavimentos cerámicos barrocos, pinturas murales y una escalera de caracol gótica. Se recuperó también el antiguo huerto, reconvertido en un agradable patio que comparte el museo con un restaurante, y se amplió la tienda que aún mantiene la venta de productos tejidos con seda natural. Además, se puede contemplar un telar artesanal, con demostraciones in situ de cómo se teje el espolín.

## Edificio

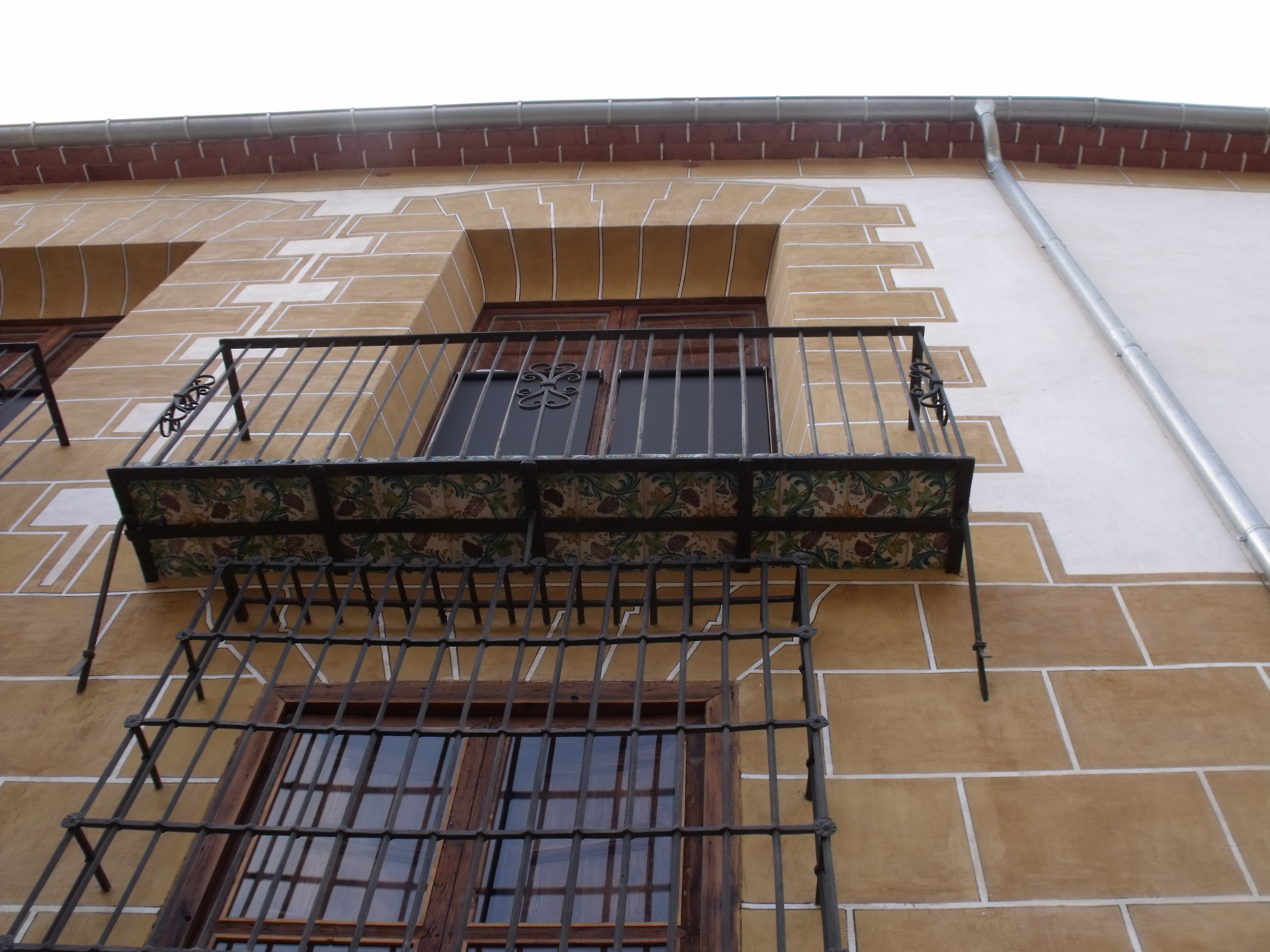
Patio interior del Colegio.

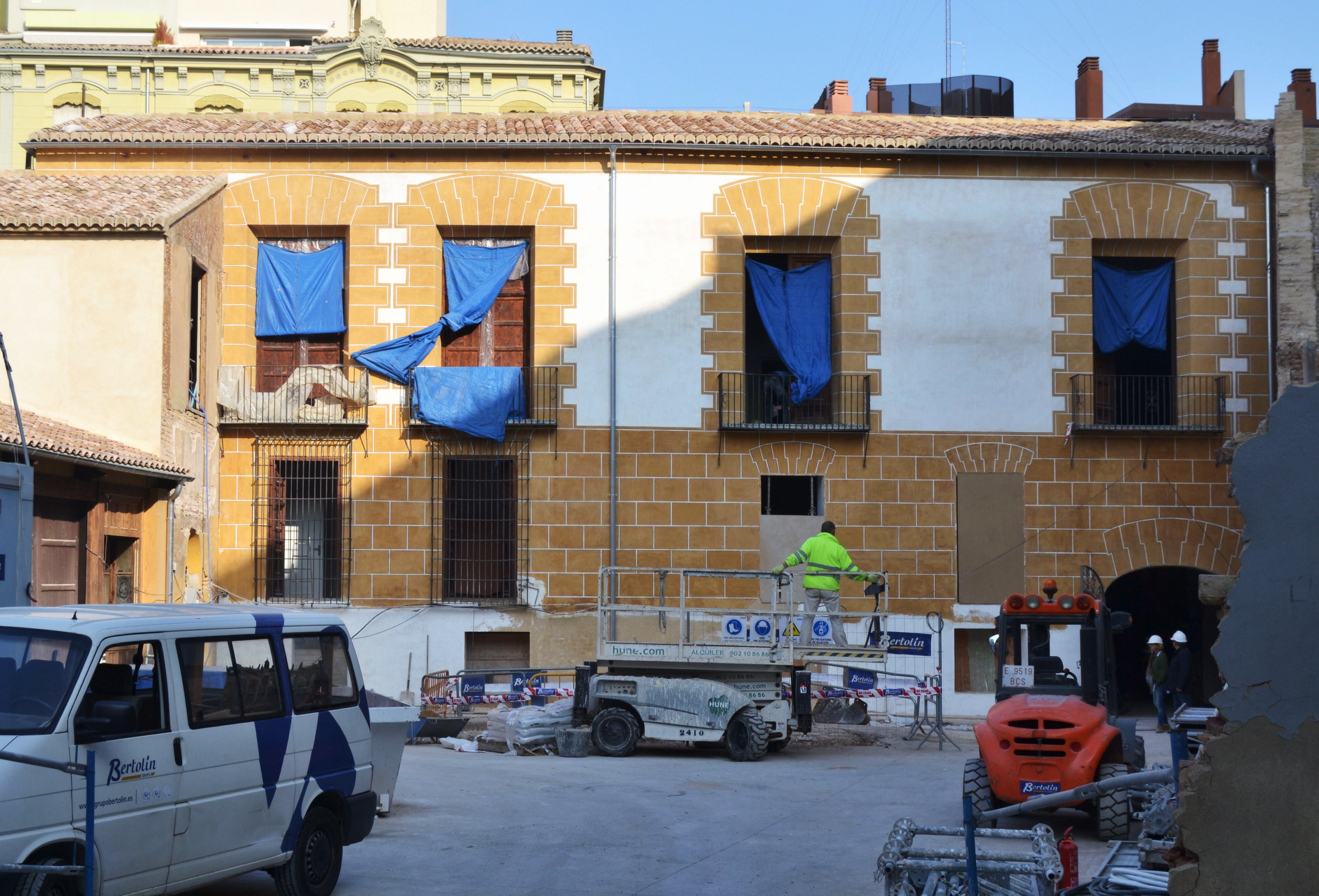
El edificio durante las obras de restauración.

El edificio y su huerto fueron adquiridos en 1494 por el gremio, solo quince años después de la aprobación de sus ordenanzas. Se trataba de un edificio gótico del siglo XV edificado sobre unos restos de época islámica, descubiertos durante una reforma en los cimientos. Se encuentra en la calle del Hospital, antes llamada “Carrer dels Innocents”, donde se fundó el primer hospital psiquiátrico conocido en el mundo. A lo largo de los siglos ha sufrido diversas reformas, pero la más notoria tuvo lugar a mediados del siglo XVIII, cuando adquirió su actual aspecto con decoración al estilo barroco. 

### Fachada y entrada
La fachada se compone de una portada adintelada, realizada con piedra y rematada por un sombrero cardenalicio. Se realizó porque antiguamente se creía que San Jerónimo, patrón de los velluters, fue cardenal. Sobre la portada hay un altorrelieve que representa de nuevo al patrón, obra del escultor valenciano Ignacio Vergara. Está enmarcado por un frontón partido y curvo. A cada lado están los balcones con barandilla de hierro forjado que conectan con la Sala de Juntas. 
Los azulejos que se pueden observar en los balcones desde abajo están datados a mediados del siglo XVIII. Los balcones que comunican con el patio interior también conservan los mismos azulejos. 
La puerta principal comunica con una sala donde hoy se encuentra la recepción del museo, y con una escalera de tres tramos a la izquierda que tiene las barandillas de hierro y madera con un remate que tiene forma de un león sujetando entre sus garras el sombrero de cardenal, ambos símbolos de San Jerónimo. En las tabicas de los escalones hay azulejos que forman una composición simétrica, cuyo eje está en el centro del escalón, con decoraciones que representan aves y motivos florales. Junto a la escalera se encuentra una Real Señera tejida en oro y seda, y la placa inaugural del museo. Esta escalera conduce al piso principal. 

### Sala de la Pometa
En esta primera sala de la planta noble se conserva un pavimento formado por piezas de barro cocido, azulejos con el motivo del “molinell” y de la “pometa” (manzana pequeña). Es la primera Sala de Juntas que tuvo el edificio. También hay motivos decorativos que representan granadas. Destacan también dos trabajos realizados con yeso, uno es el marco de una de las puertas, decorado con un águila bicéfala, y otro es la moldura del techo. Hoy se muestran aquí diversos tipos de tejidos que en su día fueron la base de la economía para la ciudad. 

### Capilla
La antigua capilla de la casa, dedicada al patrón San Jerónimo, tiene un pavimento cerámico de 1756 formado por azulejos blancos y verdes dispuestos en diagonal, con una perspectiva de fuga o de estrella. Este estilo de pavimento se denomina del “mocadoret” (pañuelo pequeño). Aquí se conserva un retablo de azulejos fechado en el año 1700 que representa a San Jerónimo rodeado por motivos vegetales y florales, acompañado por su inseparable león y un capelo.
En esta sala se conserva una escalera de caracol gótica realizada con mucha precisión. En su base se conserva un pavimento de la primera reforma que se hizo en la casa, datada hacia 1505. En este antiguo pavimento pueden verse azulejos del siglo XV con los cuatro emblemas del Colegio: el león, el capelo cardenalicio, una lanzadera o espolín y una cuchilla llamada tellerola que era utilizada por los velluters. 

### Sala de la Fama
Al fondo de la Sala de la Pometa se halla el que fue salón de actos, también conocido como "Sala de la Fama" por el pavimento cerámico que lo cubre. Mide aproximadamente 9 x 10 metros. En el pavimento del siglo XVIII, realizado en la fábrica de Vicente Navarro en la calle Corona, se observa en el centro una imagen de la diosa de la Fama, anunciando la fama de la seda valenciana en todas las partes del mundo, y por ello aparece rodeada en las cuatro esquinas del pavimento por cuatro figuras femeninas sentadas sobre carruajes y con atuendos y animales típicos de cada una de las cuatro partes del mundo: elefantes de Asia, caimanes de América, leones de África y caballos de Europa. Los cuatro balcones de la sala tienen reproducciones de los pavimentos originales, que vuelven a representar a las cuatro parejas de animales luchando o copulando entre sí. 
Así como el suelo de esta sala representa el plano terrestre, el techo representa el plano celestial decorado con un fresco obra de José Vergara que representa a un San Jerónimo penitente oyendo la trompeta de un ángel, acompañado siempre por un león y enmarcado por una rocalla de ángeles querubines.  

### Sala de Artes Menores
Esta sala muestra las artes menores de la pasamanería, y fue acogió la antigua secretaría del Colegio. Conserva un pavimento realizado con seis tipos de azulejos que forman motivos decorativos donde vemos ramas, aves y cintas con lazos. Es una muestra de pavimento barroco de tradición ornamental napolitana. Desde esta sala se desciende por una escalera o un ascensor hasta la tienda del museo.

### Telares
Junto a la tienda y al patio está situada la sala taller donde se encuentran dos telares tradicionales junto a otras máquinas necesarias para la confección de tejidos de seda. Uno de los telares tiene instalada una máquina Jacquard y está adaptado para tejer espolín, la técnica más vistosa, colorida y artesanal para obtener tejidos de seda totalmente exclusivos, y el otro telar está adaptado para tejer terciopelo (vellut) a la manera tradicional. En este último se proyecta un vídeo sobre D. Vicente Enguídanos, el último velluter (terciopelero).

## Archivo
Compuesto por innumerables documentos que se han ido guardando a lo largo de cinco siglos y que guardan la historia del gremio y de sus ordenanzas, los libros de actas, los libros de maestros, oficiales y aprendices, los libros de administración e inspección de fábricas y comercios… No hay que olvidar que el Colegio, en su labor de inspección, podía llegar a decomisar y hasta quemar telas que no se ajustaran a las ordenanzas.
El archivo del Colegio del Arte Mayor de la Seda de Valencia es una de las piezas fundamentales para poder estudiar la evolución de la economía valenciana, al menos desde el siglo XV hasta finales del XX. Su condición de institución corporativa y delimitada en el territorio ha aportado muchísima información al conjunto de los investigadores de diversas disciplinas, pero especialmente aquellas que estudian los procesos protoindustriales, las instituciones gremiales y las producciones de sericultura de la tierra valenciana. Pero, sobre todo, para entender los procesos comerciales y sociales en la Valencia del siglo XV y todas las relaciones con las rutas y tratados comerciales de la época.
El del Colegio del Arte Mayor de la Seda tiene el archivo gremial más importante de Europa. Consta de 48 pergaminos, 660 libros y 97 cajas de archivo con diferentes legajos desde los inicios del propio Colegio. Casi todos los documentos hacen referencia al Gremio de Velluters, aunque también se conserva alguna documentación de otros gremios.
En la biblioteca del Colegio encontramos autores y obras como las del Marqués de Cruïlles, que hace referencia especial al gremio y su trabajo de 1871; las lecciones del profesor Eduardo Pérez Pujol, quien explicaba desde su cátedra, en 1886, el pasado de las corporaciones gremiales valencianas como solución a los problemas entre el capital y el trabajador mediante la unión voluntaria de todos los factores de la industria; los trabajos del historiador Almela i Vives, quien consideraba que los amantes de la ciudad nunca estarán suficientemente agradecidos a los que supieron preservar el edificio del Colegio del Arte Mayor de la Seda durante los tiempos adversos porque representa una de las artes más brillantes y valiosas del genio valenciano.
La historia económica valenciana no puede entenderse sin las aportaciones documentales de este archivo. En este caso, la documentación es importante no solo por el valor de la información que se puede encontrar en él, sino por la continuidad documental de la misma.
Existe un inventario del archivo que está publicado y es posible consultarlo en: Aleixandre, F. Catálogo del Archivo del Colegio del Arte Mayor de la Seda. Valencia: Colegio del Arte Mayor de la Seda, 1987.

## Visitas
El museo puede visitarse de martes a sábado de 10:00 h a 19:00 h y los domingos de 10:00 h a 14:30 h. 
La entrada incluye una audioguía en castellano, valenciano, inglés, italiano y francés que acompaña al visitante por todas las salas narrando la historia del gremio, del edificio y de la seda en general. También puede unirse (previa reserva) a una de las visitas guiadas que ofrece el museo los sábados y domingos a las 12:00 h.
Dispone además de un magnífico restaurante cafetería en el patio, al que cualquiera puede acceder a través de una puerta situada en la contigua calle Museu de la Seda s/n, y de una tienda donde se pueden adquirir productos exclusivos fabricados en Valencia y con seda natural, a la que se accede por la puerta situada en la calle del Hospital n.º 9.